# پژخوده (شهرستان بیاوستوک)
پژخوده (به لهستانی:  Przechody) یک روستا در لهستان است که در گمینا گرودک واقع شده‌است.